# Servië op de Europese kampioenschappen atletiek 2010
Servië werd vertegenwoordigd door twaalf atleten op de Europese kampioenschappen atletiek 2010.

## Deelnemers
| Onderdeel         | Mannen                          | Vrouwen           |
| ----------------- | ------------------------------- | ----------------- |
| 800m              | Goran Nava                      |                   |
| 1500m             | Goran Nava                      | Marina Munćan     |
| 100m horden       |                                 | Jelena Jotanović  |
| 50km snelwandelen | Predrag Filipović               |                   |
| Verspringen       |                                 | Ivana Španović    |
| Kogelstoten       | Asmir Kolašinac Milan Jotanović |                   |
| Discuswerpen      |                                 | Dragana Tomašević |
| Speerwerpen       |                                 | Tatjana Jelača    |
| Tienkamp          | Mihail Dudaš Igor Šarčević      |                   |

## Resultaten

### 100m horden vrouwen
- Jelena Jotanović
  - Reeksen: 27ste in 13,77 (NQ)

### 1500m

#### Mannen
- Goran Nava
  - Reeksen: 12de in 3.42,40 (q)
  - Finale: 12de in 3.45,77

#### Vrouwen
- Marina Munćan
  - Reeksen: 21ste in 4.19,32

### 50km snelwandelen
- Predrag Filipović: 15de in 4:06.29

### Verspringen vrouwen
- Ivana Spanovic
  - Kwalificatie: 6,63m (q)
  - Finale: 8ste met 6,60m

### Discuswerpen vrouwen
- Dragana Tomasevic
  - Kwalificatie: 59,24m (q)
  - Finale: 6de in 60,10m

### Speerwerpen vrouwen
- Tatjana Jelača
  - Kwalificatie: 56,89m (q)
  - Finale: 12de met 52,13m

### Kogelstoten mannen
- Asmir Kolašinac
  - Kwalificatie: 9de met 19,83m (q)
  - Finale: 9de met 19,77m
- Milan Jotanović
  - Kwalificatie: 18de met 18,81m (NQ)

### Marathon vrouwen
- Olivera Jevtić: 6de in 2:34.56

### Tienkamp
- Mihail Dudaš
  - 100m: 10,82 (901ptn)
  - Verspringen: 7,46m (925ptn)
  - Kogelstoten: 13,53m (700ptn)
  - Hoogspringen: 2,01m (SB) (813ptn)
  - 400m: 47,92 (SB) (913ptn)
  - 110m horden: 15,06(SB) (842ptn)
  - Polsstokhoogspringen: 4,35m (716ptn)
  - Speerwerpen: opgave

- Igor Šarčević
  - 100m: 10,98 (865ptn)
  - Verspringen: 7,36m (900ptn)
  - Kogelstoten: 13,96m (726ptn)
  - Hoogspringen: 2,01m(PB) (813ptn)
  - 400m: 49,64 (PB) (831ptn)
  - 110m horden: 14,23 (PB) (945ptn)
  - Polsstokhoogspringen: 5,05m (926ptn)
  - Speerwerpen: 55,23m (666ptn)
  - 1500m: 4.42,41 (SB) (665ptn)
  - Eindklassement: 9de met 7995ptn (PB)

Albanië · Andorra · Armenië · Azerbeidzjan · België · Bosnië en Herzegovina · Bulgarije · Cyprus · Denemarken · Duitsland · Estland · Finland · Frankrijk · Georgië · Gibraltar · Griekenland · Groot-Brittannië · Hongarije · Ierland · IJsland · Israël · Italië · Kroatië · Letland · Liechtenstein · Litouwen · Luxemburg · Macedonië · Malta · Moldavië · Monaco · Montenegro · Nederland · Noorwegen · Oekraïne · Oostenrijk · Polen · Portugal · Roemenië · Rusland · San Marino · Servië · Slovenië · Slowakije · Spanje · Tsjechië · Turkije · Wit-Rusland · Zweden · Zwitserland